# Lijst van voetbalinterlands Armenië - Noord-Macedonië (vrouwen)
Deze lijst van voetbalinterlands is een overzicht van alle officiële voetbalwedstrijden tussen de nationale vrouwenteams van Armenië en Noord-Macedonië. De landen hebben tot nu toe twee keer tegen elkaar gespeeld.

## Wedstrijden
| № | Plaats | Datum           | Competitie        | Wedstrijd           | Uitslag |
| - | ------ | --------------- | ----------------- | ------------------- | ------- |
| 1 | Skopje | 8 november 2007 | Vriendschappelijk | Macedonië − Armenië | 4 − 3   |
| 2 | Skopje | 9 november 2008 | Vriendschappelijk | Macedonië − Armenië | 1 − 1   |

## Samenvatting
| Competitie        | Totaal gespeeld | Winst Armenië | Gelijk | Winst Noord-Macedonië | Doelsaldo Armenië – Noord-Macedonië |
| ----------------- | --------------- | ------------- | ------ | --------------------- | ----------------------------------- |
| Vriendschappelijk | 2               | 0             | 1      | 1                     | 4 − 5                               |
| Totaal            | 2               | 0             | 1      | 1                     | 4 − 5                               |